# Villa Ehmig
Villa Ehmig (čp. 883) je vilou v ulici T. G. Masaryka (dříve Gollova) ve vilové čtvrti dříve známé jako Zahradní Město v Kadani. Stavba byla dokončena roku 1929. Autorem projektu je architekt Franz Ehrenberger, který jej vyhotovil na objednávku kadaňského advokáta JUDr. Gustava Ehmiga. Vila nechvalně proslula za druhé světové války jako kancelář zdejšího gestapa. Tomuto účelu nepřestala sloužit ani za dob komunistické totality, kdy byla sídlem okresní správy StB.

## Historie

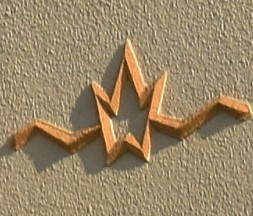
detail na fasádě Villy Ehmig

### Výstavba
Návrh projektu na novou vilu vytvořil pro advokáta Gustava Ehmiga architekt Franz Ehrenberger. Ehrenberger měl svou kancelář v Zámecké ulici (dnes Tyršova) na Starém Městě v Kadani. Realizaci provedla stavební firma stavitele Paula Petera (syna věhlasného kadaňského vilového architekta Josefa Petera). Robustně působící Villa Ehmig je opatřena výrazným balkonem lemovaným balustrádou. Vila se nachází na samém kraji historické vilové čtvrti Zahradní Město v blízkosti ohradní zdi františkánského kláštera Čtrnácti svatých Pomocníků.

### Majitelé
Stavebníkem vily čp. 883 byl kadaňský advokát Gustav Ehmig. Vila byla zamýšlena jako důstojná a úctyhodná rezidence pro jeho profesní i osobní život. Ehmig se narodil v Kadaňské Jeseni v selské rodině Gustava a Berty Ehmig. Poté, co úspěšně odmaturoval na kadaňském gymnáziu, započal roku 1907 vysokoškolská studia na Právnické fakultě německé Karlo-Ferdinandovy univerzity v Praze, kde v roce 1911 promoval. Roku 1920 si vzal za manželku Vallerii Vally, rozenou Wild, původem z Tušimic. Novomanželé se krátce nato usadili v Kadani, kde se jim ještě téhož roku narodil syn Heinrich. Ehmig je navíc již od roku 1921 v Kadani evidován jako advokát.
Tehdy se zájem Gustava Ehmiga obrátil zpět k jeho rodné Kadaňské Jeseni. Zakoupil totiž podíl v těžařské firmě zabývající se dobýváním seladonitu (zelené hlinky) v okolí Kadaňské Jeseně a Úhošťan pod stolovou horou Úhoští. Ta se pod názvem Kadaňská zeleň exportovala povětšinou ve své surové podobě na Balkán, ale též do Saska, Bavorska a Würtenberska, kde se dále zpracovávala, aby posléze pokračovala do odbytišť v Hamburku, Porýní, Nizozemsku, Francii a Velké Británii. Seladonit se tehdy používal jako vysoce trvanlivá a odolná barva k nátěrům fasád a někdy také lodí, dále také na kolorování secesních tapet nebo dřevěných hraček. Ehmig úzce spolupracoval s kadaňským velkopodnikatelem Moritzem Heroldem, se kterým ve 30. letech založil spojenou těžařskou společnost. Jejich další spolupodílník Fischer provozoval navíc v Brodcích u Kadaně mlýn na drcení surového seladonitu.
Po obsazení českého pohraničí nacionálně socialistickým Německem v říjnu roku 1938 a zřízení Říšské župy Sudety v dubnu roku 1939 se Gustav Ehmig oficiálně přihlásil k německému světonázoru, veřejně vystoupil z římskokatolické církve, která se v Kadani po obsazení profilovala vůči nacismu opozičně, a prohlásil se pouze za v Boha věřícího (gottgläubig). Patrně také díky těmto gestům uchránil svého syna Heinricha před odvodem do wehrmachtu. Ten musel později nastoupit alespoň do tábora Říšské pracovní služby v krušnohorské Přísečnici. Zatímco manželé Ehmigovi tehdy pobývali převážně v Kadaňské Jeseni, část jejich vily sloužila až do konce druhé světové války jako kancelář zdejšího gestapa. Je pochopitelné, že se o Gustava Ehmiga zajímala hned v květnu roku 1945 obnovená česká správa, ta byla však po neúspěchu v jeho dohledání nucena pouze konstatovat, že 1. června 1945 odcestoval neznámo kam. Vallerie Ehmig pak byla spolu se synem Heinrichem vypovězena dne 23. června 1945 z Kadaně a Československa.
Později se Villa Ehmig stala sídlem okresní správy StB, komunistické tajné policie, přičemž od roku 1951 byla vila ve vlastnictví Ministerstva národní bezpečnosti. Jako služebna StB pak sloužila až do roku 1960.